# بوبي ريتشاردز
بوبي ريتشاردز (بالإنجليزية: Bobby Richards)‏ هو لاعب كرة قدم أمريكية أمريكي، ولد في 2 أكتوبر 1938 في كولومبوس في الولايات المتحدة.

## وصلات خارجية
- بوبي ريتشاردز على موقع مرجع كرة القدم المحترفة.كوم (الإنجليزية)